# ダニエル・ウールフォール
ダニエル・バーリー・ウールフォール（Daniel Burley Woolfall, 1852年6月15日 - 1918年10月24日）はイギリスのブラックバーン出身の人物で、国際サッカー連盟(FIFA)第2代会長である。FIFA会長時代に、国際サッカー評議会(IFAB)の作成した世界統一のサッカー競技規則(サッカールール)で、全ての国でサッカーを行うこととした。欧州外のFIFA加盟国を増加させ、FIFA拡大に貢献した。FIFA会長、イングランドサッカー協会会長、イングランドランカシャー州サッカー協会会長と、世界的組織から一地方の組織までの３つのサッカー組織の現職会長を兼職したまま、死去した。

## 概要
ウールフォールはブラックバーンのグラマースクール(現エリザベス女王グラマースクール)を卒業し、会計士として訓練され、ブラックバーンの税務調査官として税務署に勤務した。1874年、「ランカシャーライフルボランティア」の第1大隊としてイギリス陸軍に加わり、1885年に第2大隊の中尉に任命され、少なくとも1896年まではその一員だった。
1875年に、ジョン・ルイス（John Lewis）をはじめとしたウールフォールのグラマースクールの同級生たちがブラックバーン・ローヴァーズFCを結成したことを期に同クラブに生涯にわたって関与するようになった（ただし選手としてプレーはしていない）。また、サッカー以外のクラブであるブラックバーンの「イースト・ランカシャー・クリケットクラブ」や「クロスヒルズ・テニスクラブ」の長官(Secretary)も務めた。その後、1881年にブラックバーン・ローヴァーズがあるランカシャー州サッカー協会のクラブ代表者に任命された。
1881年11月、ランカシャーサッカー協会小委員会でオフサイドルールを適用する方法を説明する図解を描く議長を務め、サッカー競技規則(サッカーのルール)解釈に関与した。ブラックバーン・ローヴァーズの試合観戦には、よく出かけていた。1883年には、ブラックバーン・ローヴァーズの試合観戦に出かけた際に、ブラックバーン路面電車事故(1人死亡、30人けが)に巻き込まれた。不幸中の幸いで、事故現場の近くに、ブラックバーンの小児科の病院があり、背中と手の切り傷で済んだ。
1885年にランカシャー州サッカー協会会長就任と同時に郡FA(the County F.A.)副会長に選ばれ、1885年から86年のシーズンには、ブラックバーン・ローヴァーズに関わっていたために、郡FA副会長として、プロサッカーの法制のためのロビー活動に尽力した。ランカシャーサッカー協会には、ウールフォールが議長を務めた全ての会議の議事録が残っている。
1901年にイングランドサッカー協会（The FA）(以下、FA)会長に選出された。1901年8月、FA会長のままFA財務長を兼職し、最新の会計実務のスキルを身に付け、FAに導入した。FA執行委員会に積極的に参加した。FAの懲戒委員会の議長を務め、マンチェスター・ユナイテッドFC所属のビリー・メレディス(Billy MEREDITH)といった有名選手などやマンチェスター・シティFCなどのクラブを含め数多くの懲戒処分を決めた。一方、ブラックバーン・ローヴァーズのドイツ、オーストリア、ハンガリーへの欧州ツアーを実現した。
1904年5月21日に誕生したFIFAには、まだまだ実行力も資金もなく、当時は、フランス首都パリの中心街のビルの一室で運営されていた。
1906年6月4日、国際サッカー連盟(FIFA)会長に選出され、イングランドサッカー協会会長及びイングランドランカシャー州サッカー協会会長を兼職したまま、第2代FIFA会長に就任した。新しいFIFA Statutes(FIFA規則・FIFA定款)の草案作成に関わったほか、イングランドとヨーロッパ大陸とのサッカーを共通化するために、サッカー競技規則(サッカールール)は、国際サッカー評議会(IFAB)の決定(毎年、ルール改正)に従い、IFABの作成した世界統一のサッカー競技規則(サッカールール)によって、全ての国でサッカーを行うことにした。更に、正式なサッカー競技規則の原本は英語版とした。
1908年のロンドンオリンピック、1912年のストックホルムオリンピックにおいて、サッカー競技が正式種目となるよう尽力した。結果、1908年ロンドンオリンピック(以下、五輪)からサッカーが五輪正式競技となり、同大会で、イギリス統一代表が五輪正式競技としては初優勝した(五輪非公式競技時代の1900年パリ五輪でもイギリス代表は優勝している)。1912年ストックホルム五輪で、イギリス代表は連覇した。なお、ストックホルム五輪の審査員を務め、その五輪サッカー競技全体を監督したのは、ブラックバーン・ローヴァーズ創設者のジョン・ルイス（John Lewis）だった(ウールフォールのグラマースクール時代の同級生)。
FIFA拡大にも尽力し、FIFA会長就任3年目の1909年に、初めて欧州以外の国である南アフリカがFIFAに加盟した。以降、チリ、アルゼンチン、アメリカといった欧州以外の国がFIFAに加盟するようになった。　
順調に、FIFA加盟国は増えていったが、その発展も1914年7月28日から1918年11月11日までの第一次世界大戦で中断された。
1918年10月24日、第一次世界大戦が終結する2週間と4日(18日)前に、66歳で、FIFA会長、イングランドサッカー協会会長、イングランドランカシャー州サッカー協会会長と、世界的組織から一地方の組織までの３つのサッカー組織の現職会長を兼職したまま、出身地のブラックバーンで死去した。ウールフォールはブラックバーン墓地(Blackburn Cemetery)に埋葬された。その墓は、ブラックバーン・ローヴァーズ創設者のジョン・ルイス（John Lewis）の墓の近くにある。 1919年に出版された遺言によれば、ウールフォールの遺産の不動産は当時3,687ポンド（2015年時点で約846,300ポンド。約1億5803万円）だった。
世界及びイングランドそしてランカシャー州の３つのサッカー史において、ウールフォールは多大な貢献をしながら、実は故郷ブラックバーンでは、ほとんど知られておらず、世界のサッカーへの貢献も知られていなかった。ウールフォールと同郷のブラックバーンで会社社長をしながら、同地で30年審判活動をしてきたスティーブ・ウィリアムズが、退職後、ウールフォールについて知り、その生涯を研究した。その研究の成果は、2016年に開館したFIFAサッカー博物館に、寄稿された。